# Џорџ Беркли
Џорџ Беркли (енгл. George Berkeley; Томастаун, 1685 — Оксфорд, 1753) је био нововековни ирски филозоф, познат као заступник субјективног идеализма и емпиризма. Његова филозофија се понекад узима за крајњи облик субјективног идеализма, који се назива солипсизам.

## Биографија
Џорџ Беркли је рођен 12. марта 1685. године у близини Томастауна у Ирској. 1707. године је постао је магистар теологије, а 1713. капелан. Све своје најзначајније и најоригиналније радове написао је до своје 28. године. Често је путовао, као пратилац грофа, у Француску и Италију. Од 1729. до 1731. године као мисионар шири хришћанство у Америци, а 1734. постаје епископ у Клојну. Године 1752. повлачи се из јавног живота, а годину дана касније умире у Оксфорду.

## Учење
Џорџ Беркли је један од најпознатијих представника субјективног идеализма, који најбоље изражава својим фундаменталним начелом: „Бити јесте бити опажен“ (Esse est percipi).
| „                                       | Постојао је неки мирис, значи да га је неко мирисао; постојао је неки звук, значи да га је неко чуо; била је нека боја или облик - опажени су видом или опипом. То је све што могу разумети под тим и сличним изразима. Јер оно што се каже о апсолутном постојању немислећих ствари, без обзира на то да ли се опажају, изгледа савршено неразумљиво. Њихов јест , и није могуће да они имају неку егзистенцију изван духова или мислећих ствари, које их опажају. | ” |
| — Расправа о принципима људске спознаје | |   |

У „Дијалозима измеду Хиласа и Филонуса“ Филонус, који износи Берклијеве идеје, доказује "да се реалност чулних ствари састоји у томе што су опажене", насупрот Хиласовог мишљења да "постојати значи једно а бити опажен друго". Беркли разрађује тезу да су сви чулни феномени менталне природе. Он аргументује о субјективности осета топлоте и хладноће познатим примером о млакој води. Кад је једна рука топла а друга хладна па се обе ставе у хладну воду, онда једна рука осећа ову воду као хладну, а друга као топлу, премда вода објективно не може бити истовремено и топла и хладна. Стога осети топло и хладно постоје само у нашем духу.
Берклијева филозофија се заснива на емпиристичким тврдњама, и искуство узима за основу целокупног знања. Па ипак, за њега тзв. спољни предмети нису ништа друго до скупови наших осета, који не постоје изван духа. По њему постоји само дух а чулне идеје не зависе од нас, већ их изазива Бог. Стога чулне идеје и јесу много јаче и сталније од идеја мисли и маште које производи наш дух. Реалне ствари и нису друго него чулне идеје па је постојање материје изван и независно од тих идеја само измишљотина "уврнутих" филозофа.

## Дела
Главна Берклијева дела су:
- An Essay Towards a New Theory of Vision (1709)
- Расправа о принципима људског сазнања (A Treatise concerning the Principles of Human Knowledge; 1710)
- Три дијалога измеду Хиласа и Филонуса (Three Dialogues between Hylas and Philonous; 1713)
- Alciphron or the Minute Philosopher (1732)
- Siris, a Chain of Philosophical Reflexions and Inquiries (1744)